# نادي مودينا
نادي مودينا 2018 لكرة القدم (بالإيطالية: 2018 Modena Football Club)‏ هو نادي كرة قدم من مودينا، إميليا رومانيا، إيطاليا. تأسس عام 1912 وأعيد تأسيسه عام 2018. يلعب حالياً في الدوري الإيطالي الدرجة الثانية (الدرجة B) بعدما كان في الدرجة A حتى عام 2004. وقبل ذلك لعب النادي في الدرجة الأعلى حتى عام 1964. يعرف الفريق بلونيه الأصفر والأزرق. يعد الفريق الوحيد الذي حصل على الكأس الإيطالية الإنجليزية مرتين في عامي 1981 و1982.

## الشعار

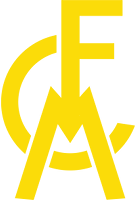
شعار الفريق موسم 2018-19
شعار الفريق منذ 2022

## بطولات الفريق
- الكأس الإيطالية الإنجليزية: 1981، 1982
- الدوري الإيطالي الدرجة الثانية: 1937/38، 1942/43
- الدوري الإيطالي الدرجة الثالثة: 1960/61، 1974/75، 1989/90، 2000/01

## وصلات خارجية
- الموقع الرسمي (بالإيطالية)